# Museo civico di Canneto sull'Oglio
Il Museo civico di Canneto sull'Oglio è un museo situato a Canneto sull'Oglio in piazza Gramsci, inaugurato nel settembre 1994.

## Descrizione
È ospitato presso l'edificio delle ex scuole, costruzione in mattoni rossi a vista risalente alla fine dell'Ottocento e distribuito su due piani: al pianterreno è allestita la collezione del giocattolo storico Giulio Superti Furga mentre, al piano superiore, l'Ecomuseo delle Valli Oglio Chiese. La struttura fa parte del sistema dei musei e dei beni culturali mantovani.